# Tunis i la Goleta
Tunis i la Goleta fou una possessió espanyola del 1535 al 1574.
El 1534 Khayr al-Din es va apoderar de la Goulette i de Tunis que estaven en mans dels hàfsides, i es van reforár les fortificacions però un any després (1535) la zona (la Golette i Tunis estan a uns 10 km una de l'altra) fou conquerida pels espanyols que van construir una fortalesa coneguda per la Carraca, que encara existeix, i que fou engrandida en temps de Felip II quan es va construir una gran ciutadella; evacuada pels espanyols l'agost del 1574, davant l'atac dels turcs dirigits per Sinan Pasha i Ildj Ali. Els turcs van ocupar les dues ciutats.